# Haliplus ovalis
Haliplus ovalis is een keversoort uit de familie watertreders (Haliplidae). De wetenschappelijke naam van de soort is voor het eerst geldig gepubliceerd in 1884 door Sharp.